# Shahrestān di Nayin
Lo shahrestān di Nayin (farsi شهرستان نائین) è uno dei 24 shahrestān della provincia di Esfahan, in Iran. Il capoluogo è Na'in. Lo shahrestān è suddiviso in 3 circoscrizioni (bakhsh):
- Centrale (بخش مرکزی)
- Anarak (بخش انارک)
- Khor-e Byabanak (بخش خور و بیابانک)